# The Chocolate Watchband
The Chocolate Watchband est un groupe américain de garage rock, originaire de Los Altos, en Californie. Il est, entre 1965 et 1969, l'un des groupes de la scène garage rock, avec de fortes influences psychédéliques. Alors que la plupart des groupes issus de ce courant étaient influencés par les Yardbirds, Them ou les Kinks, le Chocolate Watchband était plus attiré par les Rolling Stones : le groupe sonne un peu comme des Rolling Stones de 1964.
Le groupe sort trois albums entre 1967 et 1969. La face A du second, The Inner Mystique, n'est pas enregistrée par le CWB, mais par un autre groupe, les Yo-Yoz. De même, Let's Go, Let's Go, Let's Go, sur No Way Out, est l'œuvre des Inmates. Enfin, ce n'est pas Dave Aguilar qui chante sur Let's Talk About Girls, mais Don Bennett, l'arrangeur. Dans les trois cas, il s'agit d'une décision du producteur Ed Cobb. L'anthologie en 2 CD sortie en 2005 Melts in Your Brain Not on Your Wrist: The Complete Recordings 1965 to 1967 précise le nom des véritables interprètes.

## Biographie

### Première formation (1965)
The Chocolate Watchband est formé à l'été 1965 à Los Altos par Ned Torney et Mark Loomis, qui jouaient de la guitare dans un groupe local appelé The Chaparrals l'année précédente. Ils sont rejoints par Rick Young (basse), Pete Curry (batterie), Jo Kemling (orgue), et Danny Phay (chant) pour former la première version du Chocolate Watchband, un nom qui est à l'origine une blague. Le cinq musiciens sont ancrés dans le rock 'n' roll et le blues, et chacun a passé du temps dans la scène musicale. Le groupe se popularise à l'échelle locale, jouant des reprises de groupes issus de la British Invasion, en particulier The Who, en concert. Curry est bientôt remplacé par Gary Andrijasevich, un batteur de jazz de la Cupertino High School. Aucune sortie n'est officialisée, mais quelques rares démos apparaitront dans les années 1990. Le groupe gagne en popularité jusqu'à ce que Torney et Phay acceptednt une offre de leur rival, The Otherside, à se joindre au groupe. Kemling suit peu après, ce qui démantèle la première formation.

### Line-up Loomis–Aguilar (1966–1967)
La première version du Chocolate Watchband étant enterrée, Mark Loomis se joint aux Shandels. Déçu, il reprend le nom de Chocolate Watchband et recrute le bassiste des Shandels, Bill « Flo » Flores et l'ancien batteur du Watchband, Gary Andrijasevich. Puis il recrute le guitariste des Topsiders, Dave « Sean » Tolby. Le groupe recrute ensuite David Aguilar au chant ; à cette période, il étudiait la biologie à l'Université d'État de San José.
Loomis devient naturellement le leader. Ils débattent entre eux sur les reprises et concerts à jouer, et votent toutes les décisions. Sean Tolby obtient le dernier matériel Vox et Loomis fournit un espace pour les répétitions nocturnes. En une semaine, le groupe joue dans des clubs locaux au sud de la Baie de San Francisco.
Six mois plus tard, après avoir ouvert pour The Mothers of Invention au Fillmore Auditorium, le producteur Bill Graham contacte le Chocolate Watchband pour les signer. Il ouvre un nouveau Fillmore East à New York et voulait faire jouer Chocolate Watchband, Grateful Dead, et Jefferson Airplane aux quatre coins du pays. Cependant, ils doivent décliner l'offre car ayant déjà signé un contrat avec Ron Roupe une semaine plus tôt. Roupe est entrée au studio Green Grass Productions de Los Angeles, et a déjà présenté le groupe aux producteurs Ed Cobb et Ray Harris. Le groupe s'envole pour Los Angeles et entre en studio d'enregistrement ; pour montrer leur talent à Cobb, le groupe enregistre Come On de Chuck Berry. Publié en décembre 1966 par Tower Records, la face B comprend leur reprise de It's All Over Now, Baby Blue de Bob Dylan. Cependant, encore méconnu des Watchband, Tower Records s'occupe de la distribution en dehors d'Uptown Records, un label de rhythm and blues.
Aguilar commence à enregistrer de nouveaux morceaux pour le groupe, dont les originaux Right By My Side, Gone and Passes By, Don't Need Your Lovin' Anymore, No Way Out et Sitting There Standing. Leur second single s'intitule Misty Lane publié avec la ballade She Weaves a Tender Trap en face B. À cette période, le groupe participe à deux films de Sam Katzman : Riot on Sunset Strip et The Love-Ins. Ce dernier inspirera le prochain single du groupe ; Are You Gonna Be There At The Love-In, qui a été écrit et enregistré en une journée. Le single devient la face B de No Way Out, un morceau instrumental. Après le départ de Loomis, le groupe se sépare à la fin 1967, peu après la sortie de leur premier album, No Way Out (1967). Le groupe se reformera avec Sean Tolby, Billy Flores, Gary Andrijasevich, Tim Abbott et Mark Flinders, pour des contrats de label. La troisième incarnation du groupe est plus axée blues rock, mais ne dure que quelques semaines.

### Retour et séparation (1967–1969)
Après le départ de Loomis, Andrijasevich et Aguilar, Tolby et Flores seuls s'occupent des bookings du groupe. Ils décident de faire appel à Tim Abbott, Mark Whittaker et Chris Flinders, membres du groupe Blues Band. Ce groupe connait un certain succès, mais le style est assez différent. Ils ouvrent en concert pour The Doors, et jouent au Fantasy Fair and Magic Mountain Music Festival — le premier festival de rock aux États-Unis — avec 30 autres groupes en juin 1967.
The Chocolate Watchband revient à la fin 1968, avec le retour de Danny Phay, chanteur du groupe depuis sa création en 1965, et du guitariste Ned Torney ; le bassiste Bill Flores et le guitariste Sean Tolby de la formation 1967 restent. Le groupe s'associe à Cobb pour produire un troisième album, One Step Beyond (1969). One Step Beyond est un échec commercial, à l'exception des morceaux écrits et chantés par David Aguilar.

### Retour (depuis 1999)
Après sa dissolution en 1970, un nouvel intérêt pour le psychédélique et le garage rock de la fin des années 1980 et 1990, amène le public à découvrir le groupe et leurs vinyles collector vendus pour 100 $ aux États-Unis. Rhino Records publie un best-of du groupe en 1983, tandis que Sundazed et d'autres labels rééditent leurs albums en format CD accompagnés de morceaux bonus. Après avoir quitté le groupe, Aguilar devient professeur en astronomie.
Le groupe revient en 1999, avec Dave Aguilar, Tim Abbott (remplaçant Mark Loomis), Bill Flores, et Gary Andrijasevich ; Michael Reese est recruté comme batteur à la place de Sean Tolby. Le groupe tourne à l'international en 2000, culminant lors d'un concert au Cavestomp de New York, qui donne lieu à un album live, At the Love-In Live!, soti en 2001. Ils sortent aussi l'album Get Away, entre leur concert au Cavestomp et l'album live. Le groupe jouera alors en Europe et aux US. En 2005, Melts in Your Brain... Not on Your Wrist, une compilation 2 CD est publiée.
En juin 2013, le Chocolate Watchband revient au studio à San José, pour enregistrer un nouvel album. Depuis 2015, la formation comprend Tim Abbott à la guitare solo et au chant ; Gary Andrijasevich à la batterie ; David Aguilar au chant, aux claviers, et à l'harmonica ; Alec Palao à la basse et aux chœurs ; et Derek See à la guitare et au chant. La première chanson enregistrée est dédiée à Sky Saxon, mort récemment. Mark Loomis meurt le 26 septembre 2014 à Hawaï.

## Membres
- Danny Phay - chant (1965, 1968–1969)
- David Aguilar - chant, harmonica (1966–1967, depuis 1999)[14]
- Bill Flores - basse, chœurs (1966–1969, 1999–2001)[14]
- Mark Loomis - guitare solo, claviers (1966–1967, 1968–1969)[14]
- Sean Tolby - guitare rythmique (1966–1967, 1968–1969)[15]
- Gary Andrijasevich - batterie, chœurs (1966–1969, depuis 1999)[14]
- Chris Flinders - chant (1967)
- Tim Abbott - guitare rythmique (1967, depuis 2015)[16]
- Mark Whittaker - batterie (1967)
- Ned Torney - guitare (1968–1969)
- Michael Reese - batterie (1999–2001)
- Alec Palao - basse, chœurs (depuis 2015)[16]
- Derek See - guitare, chant (depuis 2015)

## Discographie

### Albums studio
- 1967 : No Way Out
- 1968 : The Inner Mystique
- 1969 : One Step Beyond
- 2000 : Get Away

### Compilations
- 1983 : The Best of the Chocolate Watchband
- 2005 : Melts In Your Brain... Not on Your Wrist!

### Singles
- 1967 : Are You Gonna Be There (at the Love-In) / No Way Out
- 1967 : Baby Blue / Sweet Young Thing
- 1967 : Misty Lane / She Weaves a Tender Trap